# Friedrich von Gundlach
Friedrich Karl Heinrich von Gundlach (* 8. August 1822 in Hinrichsberg bei Röbel/Müritz; † 27. November 1871 in Lissabon) war ein deutscher Diplomat, Hofbeamter und Rittergutsbesitzer.

## Leben
Friedrich von Gundlach war der Sohn des Rittmeisters a. D. und Besitzers des Ritterguts Möllenhagen Friedrich von Gundlach und der Julia geb. Freiin von Le Fort. Nach dem Abitur am Gymnasium zum Grauen Kloster in Berlin studierte er an der Rheinischen Friedrich-Wilhelms-Universität Bonn und der Universität Rostock. 1843 wurde er Mitglied des Corps Borussia Bonn. 1844 schloss er sich dem Corps Vandalia Rostock an. Nach dem Studium war er wohl kurzzeitig Besitzer oder Verwalter des väterlichen Ritterguts Möllenhagen bei Waren (Müritz), welches 1869 veräußert wurde.
Friedrich von Gundlach war mecklenburgischer Kammerherr. der Legationsrat starb 1871 in Lissabon. Sein Schwager war der preußische Rittergutsbesitzer und Politiker Hans von Rochow, der seine Schwester Emmy geheiratet hatte.